# Lecanora subflava
Lecanora subflava är en lavart som beskrevs av Tuck. Lecanora subflava ingår i släktet Lecanora och familjen Lecanoraceae.   Inga underarter finns listade i Catalogue of Life.